# Rosemary Murphy
Rosemary Murphy (ur. 13 stycznia 1925 w Monachium, zm. 5 lipca 2014) – amerykańska aktorka filmowa i telewizyjna.

## Życiorys
Rosemary Murphy urodziła się w Monachium w Niemczech jako córka amerykańskiego dyplomaty stacjonującego w Niemczech. Karierę aktorską rozpoczęła w Olney, Maryland. Zagrała w wielu filmach i seriach. Za rolę Sary Delano Roosevelt w filmie Eleonora i Franklin została uhonorowana nagrodą Emmy i otrzymała jedną nominację do nagrody Emmy za udział w zagraniu w drugiej części filmu Eleanor i Franklin w Białym Domu. Zmarła w wieku 89 lat.

## Filmografia

### Seriale
- 1950: Robert Montgomery Presents jako panna Milford
- 1950: Armstrong Circle Theatre jako Claire Draper
- 1954: The Secret Storm jako Nola Hollister
- 1958: Naked City jako Lillian
- 1960: Thriller jako Lavinia Sills/Alice Quimby
- 1961: The Defenders jako dr Edith Thurston
- 1961: Ben Casey jako Nancy Ross Briggs
- 1962: Wirgińczyk jako Pearl Dodd Krause
- 1963: The Fugitive jako pani Turney
- 1964: Slattery's People jako Beth Styx
- 1964: Inny świat jako Loretta Fowler
- 1967: CBS Playhouse
- 1968: Columbo jako Margaret Halperin
- 1969: Medical Center jako dr Iris Cameron
- 1970: Wszystkie moje dzieci jako Maureen Dalton Teller#1
- 1971: Cannon jako pielęgniarka
- 1972: Ulice San Francisco jako Etta Morris Randolph
- 1972: Maude jako Jane
- 1973: Żar młodości jako Lydia Summers
- 1974: Lucas Tanner jako Margaret Blumenthal
- 1976: Quincy M.E. jako dr Diana Green
- 1979: Trapper John, M.D. jako Downing
- 1980: Magnum jako Marion Danforth
- 1984: Kate i Allie jako matka Allie
- 1988: Gorączka nocy jako Joanna Allenby
- 1990: Prawo i porządek jako oficer Wheeler
- 1991: Civil Wars
- 1991: Jackie jako Rose Kennedy
- 1992: Bodies of Evidence jako Pat Murphy
- 1993: Frasier jako Carol Larkin
- 1993: Johnny Bago jako Blossom
- 1993: Doktor Quinn jako matka Horacego
- 1994: Zagadki Cosby’ego jako Brenda Trelane

### Film
- 1961: The Young Doctors jako panna Graves
- 1962: Zabić drozda jako Maude Maudie Atkinson
- 1966: W każdą środę jako Dorothy Cleves
- 1972: Invitation to a March
- 1972: You’II Like My Mother jako panna Kinsolving
- 1972: Ben jako Beth Garrison
- 1973: Czterdzieści karatów jako pani Latham
- 1973: Z podniesionym czołem jako Callie Hacker
- 1973: Ace Eli and Rodger of the Skies jako Hannah
- 1974: The Lady’s Not for Burning jako Margaret Devize
- 1974: A Case of Rape jako Muriel Dyer
- 1976: Eleonora i Franklin jako Sara Delano Roosevelt
- 1977: Eleanor i Franklin w Białym Domu jako Sara Delano Roosevelt
- 1977: Julia jako Dorothy Parker
- 1979: Before and After jako matka Carole
- 1979: The Attic jako pani Perkins
- 1981: Ręka jako Karen Wagner
- 1987: Wrzesień jako pani Mason
- 1991: Dla naszych chłopców jako Luanna Trott
- 1993: A orkiestra grała dalej jako pracownica Banku Krwi
- 1994: Nie wkładaj palca między drzwi jako panna Pritchard
- 1995: Czarna eskadra jako Eleanor Roosevelt
- 1995: Jej wysokość Afrodyta jako Koordynatorka do spraw adopcji
- 1999: List w butelce jako Helen w B&B
- 2001: Proch i pył jako Angela
- 2007: Rodzina Savage jako Doris Metzger
- 2008: Synekdocha, Nowy Jork jako Frances
- 2009: Życie.po.Życiu jako pani Whitehall
- 2010: Romantycy jako babcia Hayes